# Platylabops virginalis
Platylabops virginalis là một loài tò vò trong họ Ichneumonidae.